# Coopération internationale
La coopération internationale est une collaboration entre plusieurs pays sur un sujet donné. Elle est généralement officialisée par un traité, un accord ou bien une déclaration. Elle peut aussi être l'expression d'une amitié entre deux pays, comme dans le domaine de l'aide humanitaire dans les pays en développement. Elle peut être bilatérale ou multilatérale.

## Politique
association entre États.

## Diplomatie
traité de paix, médiation.

## Armée
accords conjoint en cas de conflits, manœuvres communes.

## Ordre public
poursuite d'affaires judiciaires, extradition.

## Économie
accords de libre circulation douaniére, mesures économiques, fiscalité, alliances.

## Lutte contre la corruption
entraide judiciaire entre les États parties concernant les enquêtes, les procédures et les actions judiciaires liées aux délits de corruption, conformément à la Convention des Nations unies contre la corruption.

## Science
accords au sujet d'un centre de recherche commun, ou bien mis en commun d'un budget de recherche, harmonisation dans la circulation des chercheurs et des doctorants ; par exemple pour la production d'un vaccin lors des surgissements de virus susceptibles de frapper à l'échelon mondial (domaine de la santé, H7N9).

## Culture
accords entre États, institutions internationales, villes, associations.